# Hermann Neef (Musikwissenschaftler)
Hermann Neef (* 28. September 1936 in Berlin; † 24. August 2017 in Beverungen) war ein deutscher Musik- und Theaterwissenschaftler.

## Leben
Neef arbeitete 1960–1973 bei der Firma Deutsche Schallplatte in Berlin. Seit 1973 war er an der Komischen Oper Berlin, außerdem wirkte Neef seit 1981 als Lehrbeauftragter an der Staatlichen Ballettschule Berlin.
Er verfasste – vielfach gemeinsam mit seiner Frau, der Musikwissenschaftlerin Sigrid Neef – wissenschaftliche Abhandlungen zur Opernforschung sowie Schallplattenrezensionen, Fachartikel und mehrere Ballettlibretti (etwa zu Musik von Richard Wagner, Jean Sibelius, Franz Schreker, Igor Strawinsky und Werner Egk).

## Bücher (Auswahl)
- Hermann Neef (mit Sigrid Neef): Handbuch der russischen und sowjetischen Oper. Henschelverlag Kunst und Gesellschaft. DDR-Berlin, 1985. ISBN 3-362-00257-9
- Hermann Neef: Der Beitrag der Komponisten Friedrich Goldmann, Friedrich Schenker, Paul-Heinz Dittrich und Thomas Heyn zur ästhetischen Diskussion der Gattung Oper in der DDR seit 1977. Dissertation, Halle 1989
- Hermann Neef (mit Sigrid Neef): Deutsche Oper im 20. Jahrhundert: DDR 1949–1989. Verlag Peter Lang, 1992. ISBN 3-362-00257-9

| Personendaten    | Personendaten                  |
| ---------------- | ------------------------------ |
| NAME             | Neef, Hermann                  |
| KURZBESCHREIBUNG | deutscher Musikwissenschaftler |
| GEBURTSDATUM     | 28. September 1936             |
| GEBURTSORT       | Berlin                         |
| STERBEDATUM      | 24. August 2017                |
| STERBEORT        | Beverungen                     |